# فیکارا و پیکونه

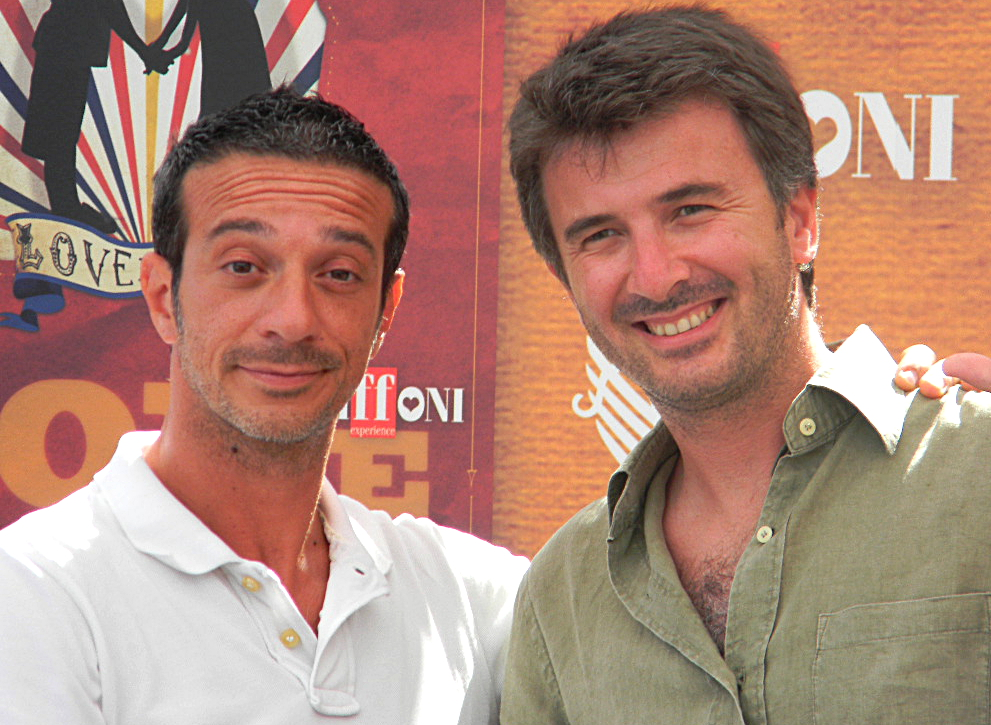
سالواتوره فیکارا و والنتینو پیکونه در جشنواره فیلم جیفونی، ۲۰۱۰ میلادی.

سالواتوره فیکارا (ایتالیایی: Salvatore Ficarra) و والنتینو پیکونه (ایتالیایی: Valentino Picone) یک زوج کمدین ایتالیایی هستند که با نام فیکارا و پیکونه شناخته می‌شوند.
از فیلم‌ها یا مجموعه‌های تلویزیونی که این دو در آن‌ها نقش داشته‌اند، می‌توان به باریا اشاره نمود.